# Río Huemules (Simpson)
El río Huemules es un curso natural de agua que nace al este de los Andes, forma la frontera internacional en un tramo y desemboca en el río Simpson que lleva sus aguas al océano Pacífico. Fluye entonces entre la Región de Aysén y la Provincia de Chubut de Chile y Argentina, respectivamente.

## Trayecto
Los formativos del río Huemules están en Argentina y drenan la zona al oeste de la cuenca del río Guenguel y del río Mayo.: 535  Desde allí fluye con dirección general oeste. En la confluencia del arroyo del Humo que le cae desde el sur y forma también un tramo de la frontera internacional, el río Huemules pasa a describir el límite internacional hasta la confluencia del arroyo La Galera que le cae desde el norte y que a su vez también describe el límite internacional.
En la unión del río Huemules y el arroyo Galera comienza a fluir el río Simpson.
Poco antes de la junta con el arroyo, el Huemules recibe por su lado izquierdo las aguas del río Oscuro.

## Caudal y régimen
El Huemules tiene una estación de monitoreo frente al Cerro La Galera que mide el caudal tras la confluencias del río Oscuro y el Blanco Chico. El caudal del Huemules anterior a esos aportes es pequeño. El informe de la Dirección General de Aguas afirma para la subcuenca alta del río Simpson:: 61  Esta formada por las hoyas hidrográficas de los afluentes del río Simpson; Huemules, Blanco, Blanco Chico y Oscuro. Se aprecia una leve diferencia en los regímenes de estos cauces, teniendo el Oscuro y el Blanco un régimen nivo – pluvial, debido a que sus hoyas se encuentran a mayor altitud, en cambio el Huemules y el Blanco Chico muestran mayor influencia pluvial, teniendo un régimen pluvio – nival. Sin embargo, el período de estiaje es común a estas hoyas, presentándose en el trimestre febrero, marzo, abril, período comprendido entre los deshielos primaverales y las lluvias invernales. 

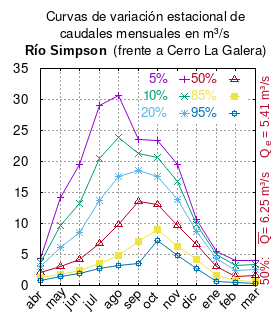
Curvas de variación estacional del río Huemules frente al cerro La Galera. En ese punto nace el río Simpson.

El caudal del río (en un lugar fijo) varía en el tiempo, por lo que existen varias formas de representarlo. Una de ellas son las curvas de variación estacional que, tras largos periodos de mediciones, predicen estadísticamente el caudal mínimo que lleva el río con una probabilidad dada, llamada probabilidad de excedencia. La curva de color rojo ocre (con {\displaystyle {\color {Red}\vartriangle }}) muestra los caudales mensuales con probabilidad de excedencia de un 50%. Esto quiere decir que ese mes se han medido igual cantidad de caudales mayores que caudales menores a esa cantidad. Eso es la mediana (estadística), que se denota Qe, de la serie de caudales de ese mes. La media (estadística) es el promedio matemático de los caudales de ese mes y se denota {\displaystyle {\overline {Q}}}. 
Una vez calculados para cada mes, ambos valores son calculados para todo el año y pueden ser leídos en la columna vertical al lado derecho del diagrama. El significado de la probabilidad de excedencia del 5% es que, estadísticamente, el caudal es mayor solo una vez cada 20 años, el de 10% una vez cada 10 años, el de 20% una vez cada 5 años, el de 85% quince veces cada 16 años y la de 95% diecisiete veces cada 18 años. Dicho de otra forma, el 5% es el caudal de años extremadamente lluviosos, el 95% es el caudal de años extremadamente secos. De la estación de las crecidas puede deducirse si el caudal depende de las lluvias (mayo-julio) o del derretimiento de las nieves (septiembre-enero).

## Historia
La zona fue motivo de controversia en la fijación de límites entre Argentina y Chile, las que fueron zanjadas en el Laudo limítrofe entre Argentina y Chile de 1902, y quedó estipulada en el fallo emitido por la corona Británica.
Luis Risopatrón lo describe en su Diccionario jeográfico de Chile (1924):: 407 
Huemules (Río). Es de regular caudal, corre hacia el W i se vácia en la parte superior del río Simpson, del Aisen; forma la línea de la frontera con Arjentina, entre la desembocadura del arroyo del Humo que le viene del S i la boca del arroyo Galera que le cae del N.